# Бладвейн
Бладвейн (англ. Bloodvein River) — річка в провінціях Онтаріо й Манітоба в Канаді.

## Географія
Річка Бладвейн бере початок на південному заході провінції Онтаріо в провінційному парку Вудланд Карібу приблизно в 600 км на північний захід Тандер-Бей і в 500 км на північний схід від Вінніпега, плавно тече на захід по території парку, перетинає озеро Артерії (англ. Artery Lake) і кордон з Манітобою і весь подальший шлях тече по території парку дикої природи Атікакі, прискорюється, часто тече у вузьких ущелинах шириною менше 20 метрів, утворює численні стремнини. Впадає в озеро Вінніпег трохи північніше протоки, що з'єднує північну і південну частину озера, приблизно в 200 км на північний схід від Вінніпега.
Основні притоки: Сасаджиннігак (англ. Sasaginnigak River) і Гаммон (англ. Gammon River). Річка Гаммон названа на честь дослідника Альберта Гаммон, який наніс на карту цей район в 1920-ті роки. Свою назву річка, скоріше всього, отримала через виходи червоного граніту неподалік свого витоку.

## Флора і фауна
На території провінційних парків мешкають рідкісні види тварин, яким загрожує небезпека в інших місцях Канади, зокрема:
- Росомаха
- Білий пелікан
- Орлан білоголовий
- Скопа
- Велика сіра сова
- Лісовий карібу

Ростуть рідкісні рослини:
- Крокус прерій
- Калюжниця болотна

У лісах ростуть найбільш типові дерева Центрального нагір'я Канадського щита: тополя, біла береза, чорна ялина, сосна, зустрічається також в'яз, дуб і клен; мешкають: вапіті, олень, койот, лисиця, річкова видра, ілька, куниця, чорний ведмідь, рись, смугаста сова, полярна гагара, канадський гусак.
У водах річки і озер водиться каштанова мінога, яка зустрічається тільки в Манітобі, багато різновидів риб, у тому числі північна щука, пструг струмковий, осетер, сиг, сом.
Тут же знаходиться один із символів Канади — Скеля Кеноран (англ. Kenoran Rock), яка є найстарішою скелею Канади — їй 2600 мільйонів років.
У 1987 році 200-кілометрову ділянку річки Бладвейн на території провінції Манітоба внесено до Системи річок канадської спадщини (англ. Canadian Heritage Rivers), в 1998 році до цього ж списку внесено і 106-кілометрову ділянку річки в провінції Онтаріо .